# Peur bleue 2
Pour les articles homonymes, voir Peur bleue.
Série
Peur bleue
(1999) Peur bleue 3
(2020)
Pour plus de détails, voir Fiche technique et Distribution.
Peur bleue 2 ou Terreur sous la mer 2 au Québec (Deep Blue Sea 2) est un film d'horreur américain réalisé par Darin Scott, écrit par Hans Rodionoff, sorti directement en vidéo en 2018. C'est la suite de Peur bleue (1999) de Renny Harlin.

## Synopsis
Des années après l'échec du projet Aquatica, dans lesquels des requins étaient génétiquement modifiés pour trouver un remède contre la maladie d'Alzheimer, le milliardaire Carl Monroe a financé la base Akhelios. Ce géant de l'industrie pharmaceutique y invite le Dr. Misty Calhoun, une spécialiste des requins, ainsi qu'un couple d'étudiants en neurobiologie, Leslie et Daniel Kim. Ils vont découvrir que des expériences ont été faites sur des Requins-bouledogues, pour les rendre plus intelligents.

## Fiche technique
Sauf indication contraire, les informations mentionnées dans cette section peuvent être confirmées par la base de données cinématographiques IMDb,  présente dans la section « Liens externes ».
- Titre original : Deep Blue Sea 2
- Titre français : Peur bleue 2'
- Titre québécois :Terreur sous la mer 2
- Réalisation : Darin Scott
- Scénario : Hans Rodionoff, Jessica Scott et Erik Patterson
- Costumes : Dihantus Engelbrecht
- Photographie : Thomas L. Callaway (en)
- Montage : Michael Trent
- Musique : Sean Murray
- Production : Tom Siegrist

Coproducteur : David Wicht
Producteur délégué : Tom Keniston
- Société de production : Warner Bros.
- Société de distribution : Warner Bros. Home Entertainment
- Pays d'origine :  États-Unis
- Langue originale : anglais
- Genre : horreur, catastrophe, science-fiction
- Durée : 94 minutes
- Dates de sortie :
  -  États-Unis : 17 avril 2018 (vidéo)
  -  France : 6 mars 2018 (vidéo à la demande)

## Distribution
- Danielle Savre (VF : Noémie Orphelin) : Dr. Misty Calhoun
- Rob Mayes : Trent Slater
- Michael Beach : Carl Durant
- Darron Meyer : Craig Burns
- Nathan Lynn (VF : Thierry D'Armor) : Aaron Ellroy
- Kim Syster : Leslie Kim
- Jeremy Boado : Daniel Kim
- Cameron Robertson : Josh Hooper
- Adrian Collins (VF : Vincent Bonnasseau) : Mike Shutello

## Production
En 2008, Warner Premiere annonce une suite direct-to-video de Peur bleue (1999) de Renny Harlin. Jack Perez est annoncé comme réalisateur et la sortie est planifiée pour 2009. Le projet ne se concrétise finalement pas.
Cependant, en juin 2017, il est annoncé que le tournage du film, réalisé par Darin Scott, a débuté au Cap en Afrique du Sud.

## Sortie
En janvier 2018, Warner Bros. Home Entertainment dévoile une première bande annonce.
Le film reçoit des critiques négatives. Sur l'agrégateur américain Rotten Tomatoes, il récolte 0% d'opinions favorables pour 5 critiques et une note moyenne de 2,25⁄10.

## Suite
En août 2019, il est révélé qu'un troisième film est en développement pour une diffusion sur Netflix en 2020.